# روبرت برينان
روبرت برينان (بالإنجليزية: Robert Brennan)‏ هو صحفي ودبلوماسي وكاتب ومؤلف أيرلندي، ولد في 22 يوليو 1881 في ويكسفورد في جمهورية أيرلندا، وتوفي في 13 نوفمبر 1964 في دبلن في جمهورية أيرلندا.